# Bailliage du Milieu

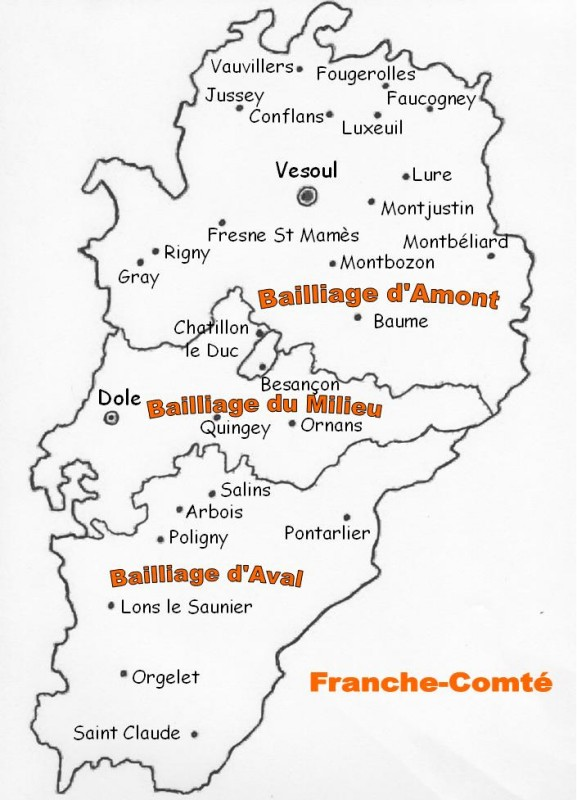
Les Bailliages de Franche-Comté

Le Bailliage du Milieu, appelé aussi Bailliage de Dole est une ancienne circonscription administrative et judiciaire, qui a existé de 1422 à la Révolution française. Il est créé par Philippe le Bon, duc de Bourgogne. C'était l'un des trois bailliages de Franche-Comté. Il comprenait le tiers nord l'actuel territoire du Jura et la partie nord du département du Doubs. Sa capitale est Dole.

## Le territoire
Le bailliage du Milieu formait une bande terre qui s'étirait de la Bourgogne en passant par Dole, Quingey et Ornans et allant jusqu'à la frontière suisse à la hauteur de Grand'Combe-des-Bois.
- bailliage secondaire de Dole (pays d'Amaous)
- bailliage secondaire de Quingey (pays de Varais)
- bailliage secondaire d'Ornans  (pays de Varais)
- la seigneurie d'Étrabonne (pays d'Amaous), disposant d'un bailli[1].

## Le siège du bailliage
Le siège du bailliage était situé à Dole. Dans les halles de Dole jusqu'en 1509, puis dans une maison à côté de l'université (rue des arènes ou rue du Mont Roland), puis en 1700 dans l'ancienne université même. La charge de Grand-Bailli était pourvu par les plus grandes familles nobles de la province, notamment les Andelot, Salins, Balay et Grammont. Le tribunal du bailliage était composé de:
- un lieutenant-général qui le représentait de façon courante,
- un lieutenant-criminel
- un lieutenant particulier
- quatre conseillers-assesseurs
- un procureur du roi
- un substitut du procureur
- un greffier civil
- un greffier criminel[4]

Le bailli statuait par appel sur les sentences du châtelain et des officiers en basse justice des féodaux.

## Les bailliages secondaires

### Bailliage de Quingey
Le bailliage de Quingey regroupait approximativement les communes de l'actuel canton de Quingey soit: Quingey, Arc-et-Senans, Bartherans, Brères, Buffard, Byans-sur-Doubs, Cessey, Charnay (Doubs), Châtillon-sur-Lison, Chenecey-Buillon, Chouzelot, Courcelles (Doubs), Cussey-sur-Lison, Doulaize, Échay, Fourg, Goux-sous-Landet, Grandfontaine, Lavans-Quingey, Liesle, Lizine, Lombard (Doubs), Mesmay, Monfort, Myon, Palantine, Pessans, Pointvillers, Ronchaux, Rouhe, Routelle, Samson (Doubs) Thoraise, Torpes, Velesmes Essart, Villars-Saint-Georges.

### Bailliage d'Ornans

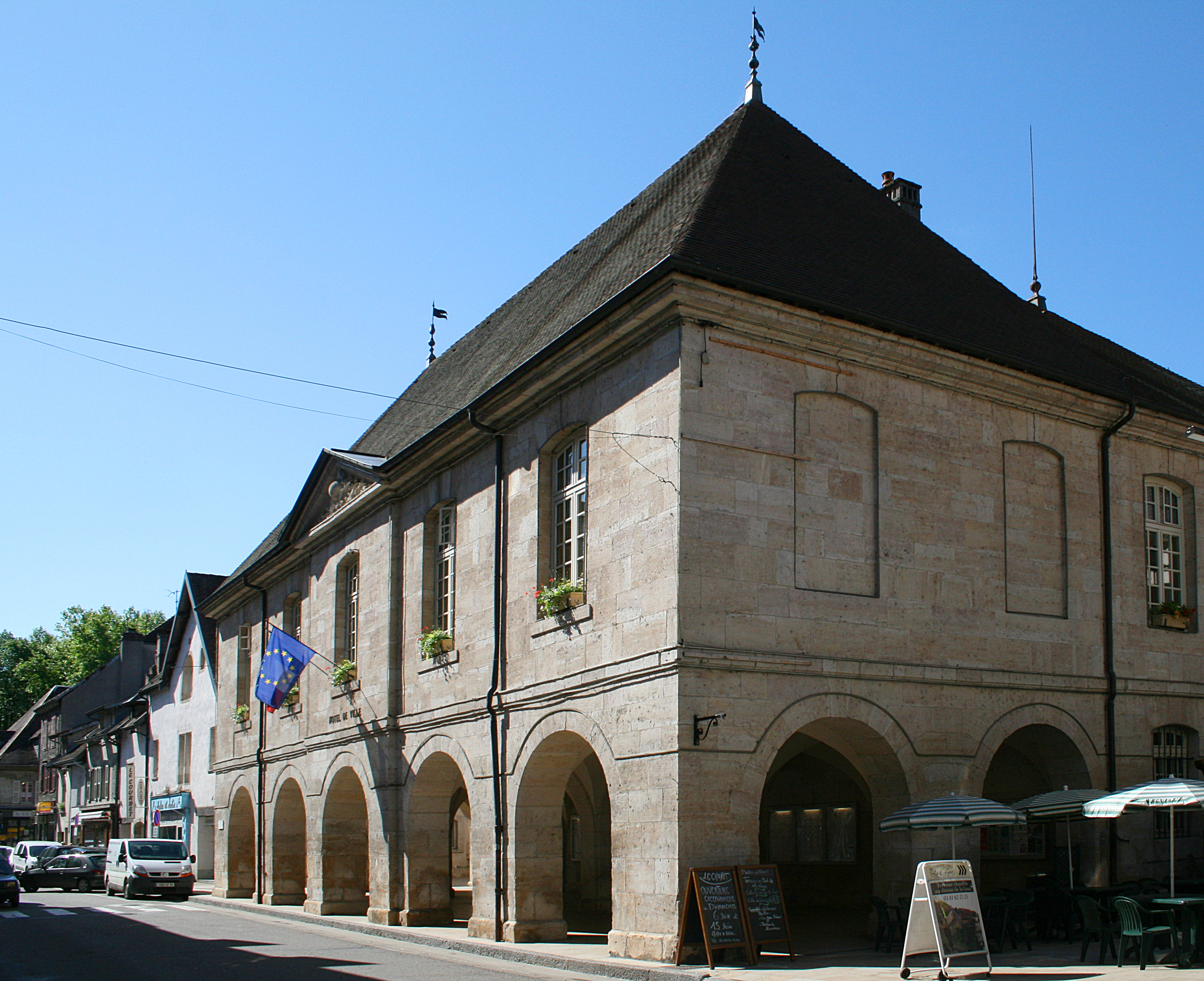
Siège de l' ancien bailliage (actuel hôtel de ville)

Lorsque le bailliage du milieu est créé en 1422, il est alors évident qu' Ornans deviennent le siège d'un des deux bailliages secondaire. Ce bailliage est le deuxième plus vaste de la province après celui de Vesoul, il regroupe 110 villages. Cette création va apporter à la ville, outre un indiscutable prestige et va contribuer à son essor. De plus, une administration au personnel nombreux et aux revenus élevés (notaires, greffiers, huissiers, etc.) s'installe alors dans la cité et l'enrichie.

### La seigneurie d'Étrabonne
Créé en 1436 par Philippe le Bon, duc de Bourgogne, à la demande de Guillaume III d'Estrabonne ; il s'agit d'un privilège accordé à la seigneurie d' Etrabonne, incluant les villages d’Etrabonne, Mercey, Romain, Vigearde, Taxenne, Rouffange, Lantenne- Vertière, Courchapon et Cottier. Le bailli, nommé et rémunéré par le seigneur, exerçait la justice en son nom, et avait juridiction sur ses sujets. Il avait compétence pour juger en matière criminelle ceux d’entre eux qui relevaient de la haute justice et pour prononcer à leur égard toutes les peines prévues, jusques et y compris la peine capitale. La maison du bailli a été construite à l’extérieur de l’enceinte du château pour ne pas marquer de dépendance vis-à-vis du seigneur.

## Liste des Grand-Baillis de Dole
Liste des Grand-Baillis de Dole :

### Sous le comté de Bourgogne (1422-1674)
| Durée de mandat | Nom et titre                        | Commentaire                                       |
| --------------- | ----------------------------------- | ------------------------------------------------- |
| (1422-1436)     | Jean-Genevois Bouton                | Chambellan du duc de Bourgogne                    |
| (1436-1446)     | Pierre de Goux                      | Ambassadeur du duc de Bourgogne                   |
| (1446-1486)     | Jean de Salins de Vincelles         |                                                   |
| (1486-1503)     | Hugues de Salins                    | également lieutenant général du bailliage d'Amont |
| (1503-1508)     | Jean Bordey de Vuillafans           |                                                   |
| (1508-1511)     | Edmé de Balay de Cordiron           |                                                   |
| (1519-1522)     | Aimé de Balay de Terana             | chambellan de Marguerite d'Autriche,              |
| (1534-1537)     | Jean Fauquier de Commenailles       |                                                   |
| (1539 -1556)    | Jean d'Andelot de Myon              | Ambassaseur et Premier écuyer de Charles Quint    |
| (1356-1583)     | Jean-Baptiste d'Andelot de Jonvelle | Fils du précédent                                 |
| (1583-1589)     | Louis de Taillant de Montfort       |                                                   |
| (1589-1597)     | Philibert de Rye de Balançon        |                                                   |
| (1599-1615)     | Jerôme D'achey de Thoraise          | Co-gouverneur de Besançon 1579-1590               |
| (1616-16??)     |                                     |                                                   |
| (16??-1650)     |                                     |                                                   |
| (1651-1664)     | Claude-François de Grammont         | Gouverneur d'Artois                               |
| (1664-1674)     | Jean-Gabriel de Grammont            | Fils du précédent                                 |

### Sous l'Ancien régime (1674-1790)
| Durée de mandat | Nom et titre                  | Commentaire                                  |
| --------------- | ----------------------------- | -------------------------------------------- |
| (1674-1722)     | Louis de Clermont-Monglat     | Aide de Camps de Louis XIV                   |
| (1722-1736)     | Pierre de Clermont-Gallerande | Maréchal-de-camp, Gouverneur de Neuf-Brisach |
| (1736-1746)     | Ferdinand-Agathange de Brun   | Chevalier d'honneur du Parlement de Besançon |
| (1749-1789)     | Alexandre de Scey-Montbéliard | Mestre de camp                               |
| (1789-1790)     | Pierre de Scey-Montbéliard    | Maréchal de Camp                             |